# Mary Carter Reitano
Mary Carter Reitano, avstralska tenisačica, * 29. november 1934, Sydney, Avstralija.
Največji uspeh v karieri je dosegla z zmagama v posamični konkurenci na turnirju za Prvenstvo Avstralije v letih 1956, ko je v finalu premagala Thelmo Long, in 1959, ko je v finalu premagala Renée Schuurman. Na turnirjih za Amatersko prvenstvo Francije se je najdlje uvrstila v četrtfinale leta 1959, na turnirjih za  Prvenstvo Anglije pa v četrti krog leta 1955. V konkurenci ženskih dvojic je enkrat osvojila Prvenstvo Avstralije in se še trikrat uvrstila v finale, enkrat se je uvrstila v finale tudi v konkurenci mešanih dvojic.

## Finali Grand Slamov

### Posamično (2)

#### Zmage (2)
| Leto | Turnir                   | Nasprotnica v finalu | Rezultat finala |
| 1956 | Prvenstvo Avstralije     | Thelma Long          | 3–6, 6–2, 9–7   |
| 1959 | Prvenstvo Avstralije (2) | Renée Schuurman      | 6–2, 6–3        |

### Ženske dvojice (4)

#### Zmage (1)
| Leto | Turnir               | Partnerica     | Nasprotnici v finalu         | Rezultat finala |
| 1961 | Prvenstvo Avstralije | Margaret Smith | Mary Bevis Hawton Jan Lehane | 6–4, 3–6, 7–5   |

#### Porazi (3)
| Leto | Turnir                   | Partnerica       | Nasprotnici v finalu                | Rezultat finala |
| 1956 | Prvenstvo Avstralije     | Beryl Penrose    | Mary Bevis Hawton Thelma Coyne Long | 2–6, 7–5, 7–9   |
| 1959 | Prvenstvo Avstralije (2) | Lorraine Coghlan | Renée Schuurman Sandra Reynolds     | 5–7, 4–6        |
| 1962 | Prvenstvo Avstralije (3) | Darlene Hard     | Margaret Smith Robyn Ebbern         | 4–6, 4–6        |

### Mešane dvojice (1)

#### Porazi (1)
| Leto | Turnir               | Partner     | Nasprotnika v finalu  | Rezultat finala |
| 1961 | Prvenstvo Avstralije | John Pearce | Jan Lehane Bob Hewitt | 7–9, 2–6        |